# La Source (Boulanger)
Pour les articles homonymes, voir La Source.
La Source est un chœur à quatre voix mixtes et piano ou orchestre de Lili Boulanger composé en 1912 sur un poème de Leconte de Lisle.

## Composition et création
La Source, à l'incipit « Une eau vive étincelle en la forêt muette », est un chœur à 4 voix mixtes et piano ou orchestre composé du 7 au 13 mai 1912 sur un poème de Leconte de Lisle extrait des Poèmes antiques (1852).
L'œuvre est écrite dans le cadre du concours d'essai (composition d'une fugue et d'un chœur) du prix de Rome. Cette année-là, Lili Boulanger n'accède pas à l'épreuve finale de composition d'une cantate. La compositrice note sur son agenda à la date du 14 mai 1912 : « Jugement. 4 sont reçus. Delvincourt. Mignon. Delmas. Boucher ».
La partition (édition pour chœur et piano) est publiée en 2000 par les éditions Durand (cotage D.&F. 15290).
La Source est créé le 19 mars 2000 à Stuttgart, Neues Schloss, par le Philharmonia Chor Stuttgart sous la direction d'Helmut Wolf.

## Instrumentation
L'instrumentation de la version orchestrale requiert :
| Instrumentation de La Source                                           |
| Bois                                                                   |
| 2 flûtes, 1 piccolo, 2 hautbois, cor anglais, 2 clarinettes, 2 bassons |
| Cuivres                                                                |
| 4 cors                                                                 |
| Percussions                                                            |
| timbales, cymbales, triangle                                           |
| Claviers / cordes pincées                                              |
| 2 harpes                                                               |
| Cordes                                                                 |
| premiers violons, seconds violons, altos, violoncelles, contrebasses   |

## Commentaires
La Source est d'une durée moyenne d'exécution de trois minutes cinquante environ.
Roman Hinke relève la magie illustrative de la partition, « l'imitation de l'eau scintillante [...], sertie dans un cercle de gammes, trémolos et trilles chatoyants au piano ».

## Discographie
- Autour de Lili Boulanger, Philharmonia Chor Stuttgart, Helmut Wolf (dir.), Saphir Productions LVC 001015, premier enregistrement mondial.
- Lili Boulanger, Hymne au Soleil : Œuvres chorales - Choral works, Orpheus Vokalensemble, Antonii Baryshevskyi (piano), Michael Alber (dir.), Carus 83.489, 2018[4].